# سانتياغو دي كوبا (مقاطعة)
مقاطعة سانتياغو دي كوبا، هي ثاني أكبر مقاطعة من حيث عدد السكان في جزيرة كوبا. أكبر مدينة فيها هي مدينة سانتياغو دي كوبا، وهي المركز الإداري الرئيسي للمقاطعة. يوجد في المقاطعة مدن كبيرة أخرى مثل بالما سوريانو، كونترا مايستري، ماياري أريبا، سونغو – لامايا، و سان لويس , سانتياغو دي كوبا.

## توأمة
لسانتياغو دي كوبا (مقاطعة) اتفاقيات توأمة مع كل من:
- شانغهاي (1996 - )
- مقاطعة ساليرنو